# Silverbrynad bergtangara
Silverbrynad bergtangara (Dubusia taeniata) är en fågel i familjen tangaror inom ordningen tättingar.

## Utseende
Silverbrynad bergtangara är en rätt liten tangara med blå ovansida, gul buk och svart huvud med ett unikt blå- och gråglänsande ögonbrynsstreck. Det beigefärgade bröstbandet är inte särskilt framträdande. Könen är lika.

## Utbredning och systematik
Silverbrynad bergtangara förekommer i Anderna i Colombia, Venezuela, Ecuador och allra nordligaste Peru. Den behandlas vanligen som monotypisk, det vill säga att den inte delas in i underarter. Tidigare inkluderades ockrastrupig bergtangara (D. carrikeri) och streckkronad bergtangara (D. stictocephala) i arten.

## Levnadssätt
Silverbrynad bergtangara hittas i övre subtropiska och tempererade zonerna i Anderna. Den ses enstaka eller i par, tystlåtet födosökande i undervegetationen i skogar och skogsbryn. Fågeln är ofta en del av kringvandrande artblandade flockar.

## Status och hot
Arten har ett stort utbredningsområde, men tros minska i antal, dock inte tillräckligt kraftigt för att den ska betraktas som hotad. Internationella naturvårdsunionen IUCN listar arten som livskraftig (LC).